# Difluoroaminopentafluorure de soufre
Le difluoroaminopentafluorure de soufre est un composé chimique de formule SF5NF2. C'est un gaz incolore à température ambiante, dont la molécule présente une géométrie octaédrique et la particularité d'avoir un atome de soufre hexacoordonné lié à un atome d'azote ; sa température d'ébullition à pression atmosphérique est d'environ −17,5 °C. Il existe un brevet russe du début du siècle pour l'utiliser comme ergol avec des alcènes afin de constituer un propergol pour fusées.

## Propriétés
Le difluoroaminopentafluorure de soufre est stable à température ambiante, mais se décompose en quelques heures à 80 °C en donnant du tétrafluorure de soufre SF4 et du trifluorure d'azote NF3, et n'est pas stable au-dessus de 220 °C. Il ne réagit pas avec l'eau ni avec l'acier inoxydable. La liaison entre les atomes de soufre et d'azote est plutôt faible, avec une énergie de dissociation d'environ 210 kJ·mol-1.
Lorsqu'il est exposé à la lumière ultraviolette dans un tube de quartz, il se décompose légèrement et réagit avec la silice pour former du tétrafluorure de soufre SF4, de la tétrafluorohydrazine N2F4, de l'hexafluorure de soufre SF6, du trifluorure d'azote NF3, du fluorure de sulfuryle SO2F2, du tétrafluorure de thionyle SOF4 et du protoxyde d'azote N2O.
En spectroscopie infrarouge, le composé présente de fortes bandes d'absorption autour de 885, 910  et   950 cm-1 provoquées par les liaisons avec les atomes de fluor. Si on irradie fortement avec un laser à 910 cm-1, cela peut briser la molécule pour former du décafluorure de disoufre S2F10, du tétrafluorure de soufre SF4 et de la tétrafluorohydrazine N2F4.

## Préparation
On peut obtenir du difluoroaminopentafluorure de soufre en irradiant un mélange de tétrafluorohydrazine N2F4 et de tétrafluorure de soufre SF4 avec de la lumière ultraviolette :
N2F4 + 2 SF4 → 2 SF5NF2.
Cela fonctionne également avec un mélange de N2F4 et de chloropentafluorure de soufre SF5Cl ; pour se produire, la réaction a besoin d'un groupe pentafluorosulfanyle SF5, d'un atome de chlore, ainsi que d'un groupe NF2.
Par ailleurs, on peut obtenir du SF5NF2 en faisant chauffer du soufre avec N2F4, mais le rendement n'est que d'environ 6 % et il se forme surtout du SF4. En faisant chauffer N2F4 avec du décafluorure de disoufre S2F10, du dioxyde de soufre SO2 ou du thiophosgène CSCl2 dans un arc électrique. Le SF5NF2 est aussi produit en petite quantité par effet couronne dans un mélange d'hexafluorure de soufre SF6 et d'azote N2, ce qui est significatif dans la mesure où les équipements haute tension sont souvent isolés avec ce mélange de gaz.
Le SF5NF2 se forme également par réaction du fluor F2 sur le pentafluorosulfanylamine SF5NH2 :
SF5NH2 + 2 F2 → SF5NF2 + 2 HF.